# Angelo Berardi
Angelo Berardi (Sant'Agata Feltria, c. 1636 – Roma, 9 de abril de 1694) fue un teórico de la música, compositor y organista italiano del Barroco.

## Vida
Angelo nació hacia 1636 en Sant'Agata Feltria en Italia. Recibió su primera formación en Forlì con Giovanni Vincenzo Sarti (1600-1655). Desde 1662 fue maestro de capilla en Montefiascone, donde estudió con Marco Scacchi. En 1668 llegó a ser maestro de capilla en Viterbo, y probablemente fue ordenado sacerdote en Roma en 1672 o 1673. Estuvo al servicio como maestro di cappella en la catedral de Tívoli desde 1673 hasta 1679, y más adelante sirvió en la catedral en Spoleto (1679-1683) y en Santa Maria in Trastevere, en Roma (a partir de 1693). Murió en Roma en 1694.

## Obra
Berardi compuso un significativo volumen de piezas, la mayor parte de tipo sacro, pero es más conocido por sus escritos de teoría musical y contrapunto. Su primer tratado, publicado en 1670, no se conserva pero su Ragionamenti musicali (1681) trata sobre los orígenes de la música y la proliferación de los estilos musicales. Ambos Documenti armonici (1687) y Miscellanea musicale (1689) contienen las prácticas contrapuntísticas contemporáneas.

### Obras musicales
La producción musical como compositor de Berardi incluye dos colecciones de canciones sacras a dos, tres y cuatro voces, cuatro colecciones de salmos de tres a seis voces, alrededor de 20 misas y música de cámara para diversas instrumentaciones.
- Missa pro defunctis. cum sequentia et resp. libera me domine. quinque vocibus (Rom, Ignazio de Lazzari, 1663).

Misa para difuntos con secuencia y responsorio 'Libera me domine' a 5 voces.
- Op. 2: Sacri concentus binis, ternis, quaternis, quinisque vocibus concinendi: Lib. primus (Rom, Ignazio de Lazzari, 1666).  Piezas sacras a 2, 3, 4 y 5 voces concertantes: Libro primero.
- Op. 4: Salmi vespertini a cinque voci concertati, con una messa sopra l'Ave Maris Stella, da cantarsi col'organo, e senza. Libro primo (Rom, Amedeo Belmonte, 1667).  Salmos vespertinos a cinco voces concertantes, con misa sobre el Ave Maris Stella, para ser cantados con órgano y sin... Libro primero.
- Op. 5: Salmi concertati a tre voci. Libro secondo. (Bolonia, Giacomo Monti, 16 68).  Salmos concertantes a 3 voces. Libro segundo.
- Op. 6: Sacri concentus binis, ternis, quaternis, quinisque vocibus concinendi una cum missa sex vocibus arte elaborata. Liber secundus. (Bolonia, Giacomo Monti, 1669).  Piezas sacras a 2, 3, 4 y 5 voces concertantes una con misa elaborada a 6 voces. Libro segundo.
- Op. 7: 6 Sinfonie a violino solo e basso continuo. Libro primo. (Bolonia, Giacomo Monti, 1670).  Seis sinfonías para violín solista y bajo continuo. Libro primero.
- Op. 8: Psalmi vespertini quatuor vocibus concinendi cum organo ad libitum. una cum missa ad organi sonum accomodata. (Rom, Giovanni Angelo Muzi, 1675).  Salmos vespertinos a 4 voces concertantes con órgano ad libitum, una con misa adaptada al sonido del órgano.
- Op. 9: Psalmi vespertini ternis, quaternis, quinis, senisque vocibus concinendi ad organi sonum accomodati, una cum missa quinque vocibus. (Bolonia, Giacomo Monti, 1682).  Salmos vespertinos a 3, 4, 5 y 6 voces concertantes adaptadas al sonido del órgano, una con misa a 5 voces.
- Op. 13: Musiche diverse variamente concertate per camera, a due, tre e quattro voci (Bolonia, Pietro Maria Monti, 1689).  Música diversa concertada de forma variada para cámara a 2, 3 y 4 voces.

### Obras de teoría musical
- Dicerie musicali Discursos musicales (obra perdida, anterior a 1681).
- 1681 – Ragionamenti musicali (Aggiunta di D. Angelo Berardi... alli suoi ragionamenti musicali, nella quale si pruova, che la musica è vera, e reale scienza...) (Bolonia, Giacomo Monti, 1681).  Razonamientos musicales (Adición de D. Angelo Berardi... a sus razonamientos musicales, en los que se prueba que la música es verdadera y real ciencia...)
- 1687 – Documenti armonici di D. Angelo Berardi da S. Agata, canonico nell' insigne collegiata di S. Angelo di Viterbo, nelle quali con varii discorsi, regole, et essempii si dimostrano gli studi artificiosi della musica, oltre il modo di usare le ligature, e d'intendere il valore di ciascheduna figura sotto qual sia segno... (Bolonia, Giacomo Monti, 1687).  Documentos armónicos de D. Angelo Berardi de S. Agata, canónigo en la distinguida colegiata de S. Angelo di Viterbo, en los que con varios discursos, reglas y ejemplos se demuestran los estudios artificiosos de la música, así como la forma de utilizar ligaduras y de entender el valor de cada figura bajo cual sea el signo...
- 1689 – Miscellanea musicale di D. Angelo Berardi da S. Agata, canonico nell'insigne collegiata di S. Angelo di Viterbo, divisa in tre parti dove con dottrine si discorre delle materie più curiose della musica: con regole, et essempii si tratta di tutto il contrapunto con l'intreccio di bellissimi secreti per li professori armonici... (Bolonia, Giacomo Monti, 1689).  Miscelánea musical de D. Angelo Berardi de S. Agata, canónigo en la distinguida colegiata de S. Angelo di Viterbo, dividida en tres partes donde con doctrinas se tratan los temas más curiosos de la música: con reglas y ejemplos se trata de todo el contrapunto con el entrelazamiento de bellos secretos para los profesores armónicos. En esta obra Berardi menciona los concerti grossi de Arcangelo Corelli.[4]
- 1690 – Arcani musicali svelati dalla vera amicitia ne' quali appariscono diversi studii artificiosi, molte osservazioni, e regole concernenti alla tessitura de' componimenti armonici, con un modo facilissimo per sonare trasportato (Bolonia, Pietro Maria Monti, 1690).  Arcanos musicales revelados por la verdadera amistad en los que aparecen varios estudios artificiosos, muchas observaciones y reglas sobre la textura de las composiciones armónicas, con una manera muy fácil de tocar transportado.
- 1693 – Il perché musicale, overo staffetta armonica nella quale la ragione scioglie le difficoltà, e gli esempi dimostrano il modo d'isfuggire gli errori, e di tessere con artificio i componimenti musicali. Opera del canonico D. Angelo Berardi da S. Agata... (Bolonia, Pietro Maria Monti, 1693).  El porqué musical, sobre el relevo armónico en que la razón disuelve las dificultades, y los ejemplos muestran el camino para evitar errores y tejer con artificio las composiciones musicales. Obra del canónigo D. Angelo Berardi de S. Agata.

## Discografía
- 2014 – Sinfonie a violino solo, opus VII. Fabrizio Longo, violín barroco & Anna Clemente, clavicémbalo. (Tactus TC 630201).[5]